# Полёт ночной бабочки
«Полёт ночной бабочки» — фильм 1992 года режиссёра Юрия Бержицкого.

## Сюжет
В курортном отеле, скрываясь от милиции, валютная проститутка попадает в номер к тихому, скромному пианисту из США, приехавшего на конкурс. Наивный юноша, обрадованный приключению и тому, что незнакомка останется на ночь, увлёкся. И к «ночной бабочке» приходит искренняя любовь.

## В ролях
- Анна Тихонова — Алена
- Иварс Ванагс — Роберт, пианист
- Софико Чиаурели — главная роль
- Пётр Вельяминов — главная роль
- Владимир Янковский — официант
- Бахадур Миралибеков — Саид
- Руслан Ещенко — Жильбер
- Мария Липкина — Йоко
- А. Низовец — Эсфирь
- Н. Шибанов — Никита
- А. Манохин — швейцар
- Мария Русакова — гид
- Вячеслав Разбегаев — эпизод

## Критика
Всё поначалу складывается хорошо. Отличная игра молодых актеров А. Тихоновой и И. Ванагса (по традиции, на роль иностранца приглашен артист из Прибалтики) и их именитых партнёров С. Чиаурели и П. Вельяминова, занимательная завязка. Но концовка картины разрушает складывающеөся благоприятное впечатление. Может, режиссёр Ю.Бертницкий полагает, что безрассудство (бросок героя с океанского корабля в море) и есть проявление романтики, но, кажется, даже условная природа кино не может вынести фальшивых решений.— журнал «Вестник», 1995 год